# Ikasle Abertzaleak
Ikasle Abertzaleak (IA) (en català: "Estudiants Patriotes") és una organització d'estudiants basca, que defensa l'alliberament de classe, de gènere i nacional del País Basc. Al llarg de la seva existència, ha encetat campanyes contra la precarietat de l'alumnat de formació professional i l'extensió social de la llengua basca en l'ensenyament. A vegades, la seva pràctica política li ha comportat fortes mesures repressives, com per exemple, la petició de penes de presó a alguns estudiants per la vaga contra la LOMCE de 2014.
El seu projecte polític és el d'establir l'Escola Nacional. Les seves línies programàtiques es van definir al Congrés de 1991 i des de llavors no ha patit canvis substancials. Aquest projecte busca els següents objectius:
1. El basc com a llengua vehicular de l'ensenyament.

2. Un pla d'estudis temàtic d'acord amb la realitat basca.

3. Un sistema trencador els rols de gènere que imposa el patriarcat.

4. Una educació popular al servei dels interessos del poble.

5. Àmbit d'aplicació arreu del País Basc.

6. Un sistema pedagògic innovador.